# 波斯地鸦
波斯地鸦（学名：Podoces pleskei），是雀形目鸦科地鸦属下的一种鳥類。這個物種为伊朗的特有种。在《國際自然保護聯盟瀕危物種紅色名錄》中被评为无危。
波斯地鸦的栖息地住要为温带荒漠。其體重平均約87.5公克，鳥喙寬平均8.9公釐、深平均8.7公釐、嘴峰長平均约38.8公釐；翼長约118.8公釐；跗蹠约43.4公釐；尾長约82.2公釐。

## 外部連結
- 维基共享资源上的相關多媒體資源：波斯地鴉
- 維基物種上的相關：波斯地鴉